# À ce stade de la nuit
À ce stade de la nuit est un récit de Maylis de Kerangal publié initialement à tirage réduit le 27 mai 2014 aux éditions Guérin puis de manière généralisée le 15 octobre 2015 aux éditions Verticales.

## Écriture du livre
Ce court récit romanesque est le fruit d'une commande passée à Maylis de Kerangal en vue d'une invitation aux quatorzième « Rencontres littéraires » en pays de Savoie tenues à Chamonix le 14 juin 2014 associée à une première publication à tirage limité pour la collection « Paysages écrits » des éditions Guérin en mai 2014 avec le soutien de la Facim.
Prenant la forme d'une « réflexion intime, » sur la Crise migratoire en Europe et son traitement par l'actualité, le récit de l'auteure s'inscrit dans la lignée de son travail littéraire sur les déplacements, les mouvements humains et leurs points de rencontre (que furent un pont dans Naissance d'un pont, une fuite dans un vaste espace avec Tangente vers l'est ou une transplantation cardiaque dans Réparer les vivants), symbolisés ici par la « migration d'un nom, » : Lampedusa.

## Résumé
Alors qu'elle écoute la radio tard dans la nuit du 3 octobre 2013, l'auteure entend un flash d'information rapportant le naufrage au large de l'île de Lampedusa d'un bateau de migrants africains ayant fait 350 disparus. À la catastrophe se superpose ce que le nom de « Lampedusa » lui évoque personnellement : d'une part de façon immédiate et violente, associée au nom de l'écrivain du Guépard, Giuseppe Tomasi di Lampedusa, la figure de Burt Lancaster à la fois dans le film homonyme de Luchino Visconti et dans The Swimmer de Frank Perry ; d'autre part au travers du nom de « prince Salina », sa propre expérience intime de ses voyages dans les îles Éoliennes en Sicile. Créant des parallèles symboliques et en écho à la fin d'une époque, celle de la chute de l'aristocratie italienne décrite par Di Lampedusa dans son roman – avec en particulier la scène finale de bal « filmée comme un naufrage » –, ce drame dans les eaux homonymes révèle également, aux yeux de l'écrivaine, un naufrage du monde contemporain.

## Accueil critique
À sa parution, Télérama met en avant l'« écriture incisive, documentée, précise comme un bilan définitif » de l'auteure pour laquelle le nom de Lampedusa devient « désormais un nom "concentrant en lui seul la honte et la révolte, le chagrin, désignant un état du monde, un tout autre récit" » que celui littéraire et filmographique auquel il lui était alors rattaché. Pour La Vie ce livre « sensible » dont l'auteure sait « capter le chant du monde » propose « une fine méditation » sur le choc de deux univers « à leur point de friction ou [de] la même humanité à son point de jonction » que représente l'île de Lampedusa. Bénéficiant d'une invitation dans l'émission La Grande Librairie de François Busnel, ce dernier présente le livre comme « un texte très court, très dense, très intense et très beau ». Enfin, À ce stade de la nuit est inclus par Le Monde dans sa liste des dix-huit livres « coups de cœur » parus en 2015.
À l'inverse, Frédéric Beigbeder dans Le Figaro juge de manière ironique et très négative le livre qui pour lui n'a que le mérite d'être « heureusement court ». De manière encore plus tranchée, l'écrivain et éditeur Richard Millet cible tout particulièrement ce récit décrit comme « une galerie de clichés, égrenés dans un français plat et sentencieux » dans une philippique au vitriol attaquant tout autant le livre que l'auteur ad hominem.

## Éditions
- Éditions Guérin, coll. « Paysages écrits », 2014  (ISBN 978-2-35-221098-6).
- Éditions Verticales, coll. « Minimales », 2015  (ISBN 978-2-07-010754-4).